# McLaren MCL34
La McLaren MCL34 è una monoposto di Formula 1, costruita dalla casa inglese automobilistica McLaren per partecipare al Campionato mondiale di Formula 1 2019.

## Livrea
La vettura è stata presenta il 14 febbraio. La livrea segue la linea della vettura precedente; l’arancione papaya rimane difatti il colore predominante, ma il blu, rispetto alla MCL33, occupa più spazio. Lo si ritrova infatti sulle paratie esterne dell'ala anteriore e sui suoi flap superiori, nella parte centrale dell'ala posteriore e su metà delle sue paratie esterne e infine nella parte posteriore del cofano motore. Qui il passaggio dal blu all'arancione non è brusco ma avviene tramite uno schema di triangoli equilateri, a creare una sorta di dissolvenza. Il fondo della vettura — in cui tutti gli sponsor appaiono bianchi —, le restanti parti degli alettoni e l'Halo sono neri. Si nota inoltre la presenza del nuovo main sponsor A Better Tomorrow, i cui adesivi sono posti sul muso, ai fianchi della cellula di sopravvivenza e sull'Halo. Si aggiungono anche sull’alettone posteriore, nella parte esterna, lo sponsor Estrella Galicia e, nella parte posteriore dell'ala mobile del Drag Reduction System, Huski Chocolate.
Per il Gran Premio di Monaco, in memoria di Niki Lauda, ex pilota scomparso recentemente che in carriera (tra il 1982 e il 1985) ha gareggiato anche con la scuderia di Woking, viene collocata sull'aircscope una corona d'alloro in cui è inclusa la dicitura «1984 / NIKI LAUDA / 1949-2019». La prima data fa riferimento alla stagione 1984 del Campionato mondiale di Formula 1, vinta dal pilota austriaco proprio a bordo di una McLaren, la MP4/2.
Dal Gran Premio del Belgio la McLaren rivisita leggermente la livrea delle proprie vetture — a detta della scuderia per fini di performance e di estetica —, le quali posseggono quindi aree nere più vaste, in particolar modo sugli alettoni anteriore e posteriore (del quale rimane blu solo l'ala mobile), sui bargeboard, nella parte finale del cofano motore e nell'intera zona inferiore.

## Caratteristiche
La MCL34 sembra un taglio netto rispetto al passato, pur mantenendo alcuni elementi caratteristici. A partire dall'ala anteriore si può notare, che nonostante le semplificazioni dovute al nuovo regolamento, ci sia un cambiamento con il muso che si presenta molto stretto e schiacciato e che si protende davanti al solito doppio profilo che di fatto si integra ai piloni dell’ala anteriore. Ai lati dell'ala i flap sono cinque e finiscono lateralmente con una forma a ricciolo. La sospensione anteriore è di tipo push rod con un puntone piuttosto inclinato in avanti, segno che le ruote sono state allontanate dalle bocche dei radiatori per gestire meglio la scia generata dalle gomme anteriori.
Nella zona centrale i bargeboard presentano enormi convogliatori di flusso, mentre le bocche si trovano nella parte più alta delle pance, in modo da avere maggiore aria per il raffreddamento della Power Unit. Gli specchietti sono sostenuti da supporti che hanno chiaramente anche funzione aerodinamica. L’airbox del motore è rettangolare ed è stato ampliato, mentre il cofano tende a scendere piuttosto in fretta con un minimo accenno di deriva verticale in coda. Il fondo visto conferma la presenza dei lunghi binari ai lati del bordo d’entrata laterale. Ci sono tre differenti porzioni: la prima con due soffiaggi che poi diventano tre nelle due successive divise da due tagli trasversali.
L'ala posteriore è sostenuta da un doppio pilone, mentre il profilo principale è maggiore a seguito delle nuove regole. La sospensione posteriore è di tipo pull rod. L'assetto rake invece è poco accentuato.

## Carriera agonistica

### Test
Durante la prima giornata di test svolta il 18 Febbraio è il pilota spagnolo Carlos Sainz Jr. a inaugurare il nuovo anno per la scuderia inglese realizzando il secondo tempo girando in 1'18"558 a 0"397 dal leader di giornata Sebastian Vettel. In totale percorre 119 giri. Anche nella giornata successiva, che vede l'avvicendamento, tra Carlos Sainz Jr. e Lando Norris, la McLaren si conferma una vettura "nata bene" con la seconda posizione del pilota d'oltremanica che gira in 1'18"553 con gomme C4 a soli 3 decimi dal leader di giornata Charles Leclerc (che ha segnato la miglior prestazione con gomme C3)

### Stagione
Il Gran Premio d'Australia vede Norris qualificarsi in ottava posizione. Tuttavia il britannico conclude la gara solo 12º, mentre il compagno Carlos Sainz Jr. è costretto al ritiro da una perdita di potenza. Sainz si ritira anche in Bahrein, dopo essere stato in quinta posizione, Norris invece arrivando sesto ottiene i suoi primi punti in carriera e i primi stagionali della scuderia. Dopo una gara difficile in Cina, la gara di Baku si rivela positiva, con Sainz che ottiene i suoi primi punti in stagione arrivando settimo seguito da Norris ottavo. Grazie all'ottavo posto di Sainz nel suo Gran Premio di casa la McLaren sale al quarto posto in classifica costruttori. Norris invece, si ritira a causa di un contatto con Lance Stroll. Nella gara successiva a Monaco Sainz rimonta dalla nona alla sesta posizione.
A Montréal la McLaren ha un weekend difficile, con Norris costretto al ritiro da un surriscaldamento dei freni e Sainz che taglia il traguardo solo 11º. Il Gran Premio di Francia vede Sainz e Norris entrare in zona punti, con un sesto ed un nono posto. In Austria Norris conclude sesto dopo essersi qualificato nella medesima posizione, mentre Sainz, partito 19º a causa di una penalità, è autore di una buona rimonta fino all'ottavo posto. Nelle gare seguenti in Gran Bretagna e Germania Sainz ottiene un sesto e un quinto posto, quest'ultimo miglior risultato stagionale della scuderia. Dopo questa gara, la McLaren ha già ottenuto più punti che in tutta la stagione precedente. Grazie al quinto posto di Sainz all'Hungaroring accompagnato dal nono posto di Norris, la McLaren arriva alla pausa estiva in quarta posizione con 82 punti, contro i 43 della Scuderia Toro Rosso quinta.
Il Gran Premio del Belgio è poco fortunato; al penultimo giro, mentre si trova in quinta posizione, Norris è costretto al ritiro da una perdita di potenza, che aveva causato anche il ritiro di Sainz al primo giro. Lo spagnolo si ritira anche a Monza a causa di un errore nel fissaggio di una ruota, mentre Norris risale dalla 16ª alla decima posizione. Il vantaggio in classifica costruttori sulla Renault intanto, si è ridotto a 18 punti. Anche il Gran Premio di Singapore si rivela negativo per Sainz, spedito in fondo al gruppo da un contatto con l'ex compagno di squadra Nicolas Hülkenberg, Norris invece ottiene altri punti arrivando settimo. A Soči Sainz e Norris si classificano rispettivamente sesto e ottavo, permettendo alla squadra di raggiungere i 100 punti per la prima volta dal 2014.
In Giappone Sainz ottiene un altro quinto posto, mentre Norris, dopo un contatto con Alexander Albon, chiude solo undicesimo. Dopo una gara deludente in Messico, Norris e Sainz concludono il Gran Premio degli Stati Uniti in settima e ottava posizione. A Interlagos Sainz, dopo essere partito ultimo, rimonta fino al quarto posto, mentre Norris arriva ottavo. Dopo la gara il terzo classificato Lewis Hamilton viene penalizzato di 5 secondi, permettendo a Sainz di conquistare il suo primo podio in Formula 1, nonché il primo per la McLaren dal Gran Premio d'Australia 2014. Grazie a questi risultati, la scuderia si assicura matematicamente il quarto posto in classifica costruttori. Il round finale ad Abu Dhabi vede Norris chiudere all'ottavo posto, due posizioni davanti a Sainz. Sainz conclude così il mondiale in sesta posizione, risultando così il primo pilota non Ferrari, Mercedes o Red Bull a riuscirci dal 2015. Norris invece chiude con l'undicesimo posto in classifica la sua prima stagione in Formula 1.
In definitiva, la McLaren, con i suoi 145 punti conquistati ed il quarto posto in classifica, ha disputato la sua migliore stagione dal 2012.

## Scheda tecnica
| Caratteristiche tecniche - McLaren MCL34               | Caratteristiche tecniche - McLaren MCL34 | Caratteristiche tecniche - McLaren MCL34 | Caratteristiche tecniche - McLaren MCL34 | Caratteristiche tecniche - McLaren MCL34 | Caratteristiche tecniche - McLaren MCL34 |
| Configurazione                                         | Configurazione | Configurazione | Configurazione | Configurazione | Configurazione |
| ------------------------------------------------------ | --- | --- | --- | --- | --- |
| Carrozzeria: monoposto                                 | Carrozzeria: monoposto | Posizione motore: centrale | Posizione motore: centrale | Trazione: posteriore | Trazione: posteriore |
| Dimensioni e pesi                                      | | | | | |
| Ingombri (lungh.×largh.×alt. in mm): 5480 × 2000 × 950 | Ingombri (lungh.×largh.×alt. in mm): 5480 × 2000 × 950 | Ingombri (lungh.×largh.×alt. in mm): 5480 × 2000 × 950 | Ingombri (lungh.×largh.×alt. in mm): 5480 × 2000 × 950 | Diametro minimo sterzata: | Diametro minimo sterzata: |
| Interasse:                                             | Interasse: | Carreggiate: anteriore 1600 - posteriore 1550 mm | Carreggiate: anteriore 1600 - posteriore 1550 mm | Altezza minima da terra: | Altezza minima da terra: |
| Posti totali: 1                                        | Posti totali: 1 | Bagagliaio: | Bagagliaio: | Serbatoio: 110 kg | Serbatoio: 110 kg |
| Masse                                                  | / in ordine di marcia: 743 kg | / in ordine di marcia: 743 kg | / in ordine di marcia: 743 kg | / in ordine di marcia: 743 kg | / in ordine di marcia: 743 kg |
| Meccanica                                              | | | | | |
| Tipo motore: Renault RE19, V6 1.6 turbo                | Tipo motore: Renault RE19, V6 1.6 turbo | Tipo motore: Renault RE19, V6 1.6 turbo | Cilindrata: 1600 cm³ | Cilindrata: 1600 cm³ | Cilindrata: 1600 cm³ |
| Distribuzione: pneumatica                              | Distribuzione: pneumatica | Distribuzione: pneumatica | Alimentazione: 500 bar – diretta | Alimentazione: 500 bar – diretta | Alimentazione: 500 bar – diretta |
| Prestazioni motore                                     | Potenza: più di 950 CV | Potenza: più di 950 CV | Potenza: più di 950 CV | Potenza: più di 950 CV | Potenza: più di 950 CV |
| Accensione: elettronica Microsoft                      | Accensione: elettronica Microsoft | Accensione: elettronica Microsoft | Impianto elettrico: MES-Microsoft | Impianto elettrico: MES-Microsoft | Impianto elettrico: MES-Microsoft |
| Frizione: multidisco                                   | Frizione: multidisco | Frizione: multidisco | Cambio: longitudinale Renault, 8 marce + retromarcia, con comando semiautomatico elettronico sequenziale | Cambio: longitudinale Renault, 8 marce + retromarcia, con comando semiautomatico elettronico sequenziale | Cambio: longitudinale Renault, 8 marce + retromarcia, con comando semiautomatico elettronico sequenziale |
| Telaio                                                 | | | | | |
| Corpo vettura                                          | in materiale composito a nido d'ape con fibra di carbonio | in materiale composito a nido d'ape con fibra di carbonio | in materiale composito a nido d'ape con fibra di carbonio | in materiale composito a nido d'ape con fibra di carbonio | in materiale composito a nido d'ape con fibra di carbonio |
| Sospensioni                                            | anteriori: Doppi triangoli superiori e inferiori in fibra di carbonio. Schema push rod con barre di torsione e ammortizzatori montati all’interno della monoscocca. / posteriori: Doppi triangoli superiori e inferiori in fibra di carbonio. Schema pull rod con barre di torsione e ammortizzatori montati orizzontalmente sulla scatola del cambio tramite un sistema pull-rod. | anteriori: Doppi triangoli superiori e inferiori in fibra di carbonio. Schema push rod con barre di torsione e ammortizzatori montati all’interno della monoscocca. / posteriori: Doppi triangoli superiori e inferiori in fibra di carbonio. Schema pull rod con barre di torsione e ammortizzatori montati orizzontalmente sulla scatola del cambio tramite un sistema pull-rod. | anteriori: Doppi triangoli superiori e inferiori in fibra di carbonio. Schema push rod con barre di torsione e ammortizzatori montati all’interno della monoscocca. / posteriori: Doppi triangoli superiori e inferiori in fibra di carbonio. Schema pull rod con barre di torsione e ammortizzatori montati orizzontalmente sulla scatola del cambio tramite un sistema pull-rod. | anteriori: Doppi triangoli superiori e inferiori in fibra di carbonio. Schema push rod con barre di torsione e ammortizzatori montati all’interno della monoscocca. / posteriori: Doppi triangoli superiori e inferiori in fibra di carbonio. Schema pull rod con barre di torsione e ammortizzatori montati orizzontalmente sulla scatola del cambio tramite un sistema pull-rod. | anteriori: Doppi triangoli superiori e inferiori in fibra di carbonio. Schema push rod con barre di torsione e ammortizzatori montati all’interno della monoscocca. / posteriori: Doppi triangoli superiori e inferiori in fibra di carbonio. Schema pull rod con barre di torsione e ammortizzatori montati orizzontalmente sulla scatola del cambio tramite un sistema pull-rod. |
| Pneumatici                                             | Pirelli / Cerchi: O.Z. da 13 in | Pirelli / Cerchi: O.Z. da 13 in | Pirelli / Cerchi: O.Z. da 13 in | Pirelli / Cerchi: O.Z. da 13 in | Pirelli / Cerchi: O.Z. da 13 in |
| Altro                                                  | | | | | |
| Energia batteria (a giro) 4 MJ                         | Sistema ERS | Sistema ERS | Sistema ERS | Sistema ERS | Sistema ERS |
| Potenza MGU-K: 120 kW                                  | Giri max MGU-K: 50 000 giri/min Giri max MGU-H: 125 000 giri/min | Giri max MGU-K: 50 000 giri/min Giri max MGU-H: 125 000 giri/min | Giri max MGU-K: 50 000 giri/min Giri max MGU-H: 125 000 giri/min | Giri max MGU-K: 50 000 giri/min Giri max MGU-H: 125 000 giri/min | Giri max MGU-K: 50 000 giri/min Giri max MGU-H: 125 000 giri/min |

## Piloti
| Piloti ufficiali       | Piloti ufficiali    | Piloti ufficiali    |
| Nazione                | Nome                | Numero              |
| ---------------------- | ------------------- | ------------------- |
| Spagna (bandiera)      | Carlos Sainz Jr.    | 55                  |
| Regno Unito (bandiera) | Lando Norris        | 4                   |
| Piloti di riserva      |                     |                     |
| Nazione                | Nome                | Nome                |
| Spagna (bandiera)      | Fernando Alonso     | Fernando Alonso     |
| Brasile (bandiera)     | Sérgio Sette Câmara | Sérgio Sette Câmara |
| Russia (bandiera)      | Sergej Sirotkin     | Sergej Sirotkin     |
| Regno Unito (bandiera) | Oliver Turvey       | Oliver Turvey       |
| Paesi Bassi (bandiera) | Rudy van Buren      | Rudy van Buren      |

## Risultati in Formula 1
| Anno | Team    | Motore  | Gomme | Piloti    |     |     |     |   |     |    |     |   |   |    |     |   |     |     |    |   |    |     |   |   |    | Punti | Pos. |
| ---- | ------- | ------- | ----- | --------- | --- | --- | --- | - | --- | -- | --- | - | - | -- | --- | - | --- | --- | -- | - | -- | --- | - | - | -- | ----- | ---- |
| 2019 | McLaren | Renault | P     | Sainz Jr. | Rit | 19* | 14  | 7 | 8   | 6  | 11  | 6 | 8 | 6  | 5   | 5 | Rit | Rit | 12 | 6 | 5  | 13  | 8 | 3 | 10 | 145   | 4º   |
| 2019 | McLaren | Renault | P     | Norris    | 12  | 6   | 18* | 8 | Rit | 11 | Rit | 9 | 6 | 11 | Rit | 9 | 11* | 10  | 7  | 8 | 11 | Rit | 7 | 8 | 8  | 145   | 4º   |

| Legenda | 1º posto     | 2º posto | 3º posto    | A punti         | Senza punti/Non class.  | Grassetto – Pole position Corsivo – Giro più veloce |
| Legenda | Squalificato | Ritirato | Non partito | Non qualificato | Solo prove/Terzo pilota | Grassetto – Pole position Corsivo – Giro più veloce |

* – Indica il pilota ritirato ma ugualmente classificato avendo coperto, come previsto dal regolamento, almeno il 90% della distanza di gara.